# 国内流离失所者

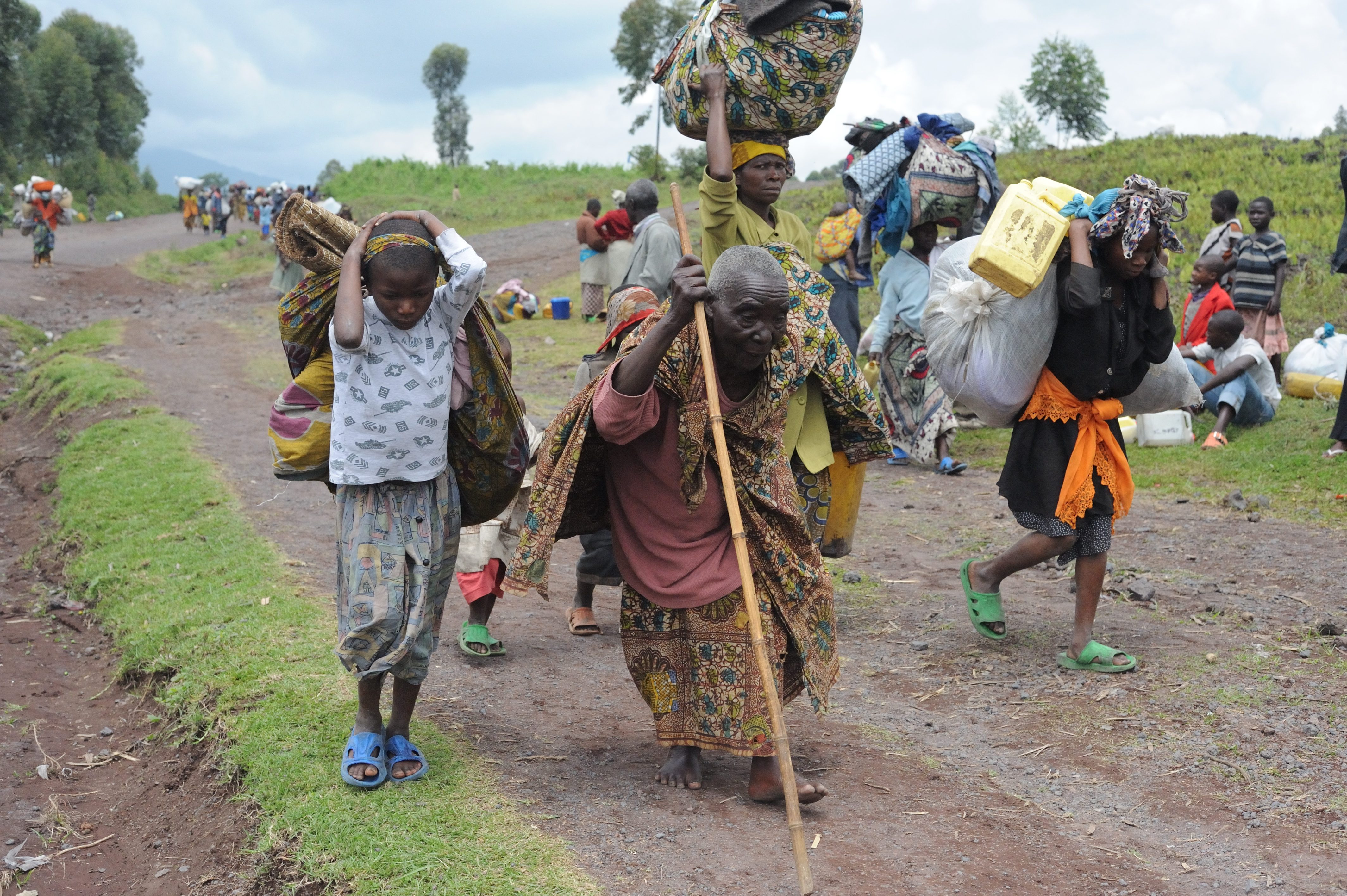
2008年北基伍战争期间，逃离战火的村民在国内流离失所者营地中。

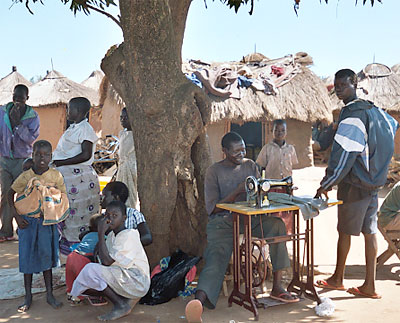
乌干达，拉布杰（Labuje）国内流离失所者营地中的裁缝。

国内流离失所者（internally displaced person，简称IDP）是指被迫逃离家园但仍在其母国境内的人。
跟難民不同的是，他們不受國際法律的保障。在不強調法律內涵的情況下，國內流離失所者和難民兩個概念有時候會混用，儘管他们並不符合難民的法律定義。截至2013年底，全世界至少有3330万人因武装冲突、普遍暴力和人权问题而流离失所。与2012年相比，这一数字增加了16%，连续第二年创历史新高。

## 定义
与难民不同，国内流离失所者在法律上并没有定义，但联合国报告《国内流离失所问题指导原则》使用了这样的定义：
国内流离失所者是被强迫逃离其家园或习惯住处的个人或集体，逃离的原因特别是要避免武装冲突、普遍的暴力、对人权的侵犯或天灾人祸，而这种逃离并没有穿过国际承认的边界。
这个定义强调了国内流离失所的两个重要因素（强迫与国内迁移），但需要注意的是《指导原则》并没有给出一个严格的定义，而只是描述了《指导原则》所关注的此类人群的身份特征。因此，《指导原则》并未强调法律精确性，而是具有一定的灵活性，该文件所列出的流离失所原因并不全面。然而，正如埃琳·穆尼（Erin Mooney）所指出的：“国际上有关国内流离失所的数据一般仅包括因冲突和人权问题而背井离乡的人。” 此外，最近的一项研究表示国内流离失所者的定义应该更为狭窄，仅指因暴力局势而流离失所的人。许多人都认为国内流离失所者与难民其实应是一类人，国内流离失所者一旦穿越边境就成为难民。

## 国内流离失所者
由于人数总是在变动，很难准确计算国内流离失所者的数量。一些国内流离失所者在返回家乡，而又有另一些人逃离家园，还有一些人定期返回国内流离失所者营地以获得人道援助。在苏丹西部达尔富尔的大型国内流离失所者营地，国内流离失所者的情况得到了大量报道，但却很难评估那些逃到大城镇的国内流离失所者的情况。很多情况下，都需要将来自一线人道组织的信息作为官方数据的补充。因此3330万这个数字只是一个估值。此外，大部分官方数据仅包括因冲突或自然灾害而流离失所的人。评估中往往并不包括因发展原因而导致的流离失所者。

### 在城市地区
2010年，50%的国内流离失所者和难民生活在城市地区，许多人都是长期流离失所，返乡希望渺茫。2013年的一项研究表明这些长期在城市地区流离失所的人并没有得到国际援助机构和政府的重视，因为传统上他们的工作重点都是在乡村地区开展应对工作。 这项研究表明对于这种在城市地区的长期流离失所，我们需要根本改变对待流离失所者及收留他们的社区的方式。重建应对城市流离失所工作的框架，这需要人权和发展机构以及地方和国家政府的参与。研究呼吁开展更多报道来体现流离失所者的心灵手巧和坚忍不拔，城市地区代表了实现自给自足并获得安全的机会，流离失所者能够对收留他们的社区做出贡献。

### 有关国内流离失所者的数据
截至2013年底，撒哈拉以南非洲的国内流离失所者人数最多，达到1250万，其次是中东与北非（910万人）。2013年新增的流离失所者达到820万人，与2012年相比，增加了24%。78%的新增流离失所者来自叙利亚、刚果民主共和国、中非共和国、尼日利亚和苏丹这五个国家。

## 保护与援助
保护和援助国内流离失所者并不是一个新问题。根据国际法，相关政府有责任为其国内的流离失所者提供援助和保护。然而，许多流离失所的情况是由于内乱和暴力或由于中央政府的权威受到质疑所导致的，因此地方政府不愿意提供援助和保护。据估计，11个国家的约500万名流离失所者“没有得到任何其政府提供的重要人道援助。”
与难民不同，没有一个国际人道组织全面负责保护和援助国内流离失所者。一些组织只在特殊情况下才参与这项工作。

### 联合国难民署
1950年12月14日，联合国大会第428(V)号决议规定了 联合国难民署 的规程。其使命是“带领并协调国际行动，在全球范围内保护难民和解决难民问题 ”。 其指南是1951年联合国关于难民地位的公约及其1967年附加议定书。联合国难民署曾表示并没有应对国内流离失所者的职责，但至少自1972年以来，该组织为国内流离失所者开展了救援和重建项目。然而，应联合国秘书处的要求并得到相关国家的同意，该组织愿意在特殊情况下援助国内流离失所者。
2005年，联合国难民署与其他人道组织签订协议。“根据协议，联合国难民署主要负责国内流离失所者的保护、应急住所和营地管理工作。”

### 红十字国际委员会
红十字国际委员会的职责之一是确保国际人道法的实施，这影响着身处武装冲突的平民。过去该组织并不区分在国内流离失所和留在家中的平民。在2006年的政策声明中，红十字国际委员会表示：
红十字国际委员会的整体目标是帮助缓解身陷武装冲突和其他暴力局势之人的苦痛。为此，该组织努力为这些人，无论其是否流离失所，提供有效援助和保护，并将其他人道组织的行动考虑在内。根据其在世界各地的长期经验，红十字国际委员会针对平民居民的行动方式是为了满足其紧急人道需求，无论他们是流离失所者还是当地和收留流离失所者的社区。
然而，其行动部主任此前承认国内流离失所者“被剥夺了住所及其习惯的食物、水、药品和金钱的来源，他们对援助物资有不同的需求，而且常常是更为紧急的需求。”

## 国际法
与难民的情况不同，没有具体适用于国内流离失所者的国际条约。有人提议重新考量难民的定义和保护措施使其也适用于国内流离失所者，但目前没有采取任何实际行动，也没有任何成果。认识到这种差距，联合国秘书长布特罗斯-加利于1992年任命弗朗西斯·登格（Francis Deng）为其在国内流离失所者问题上的代表。除了为国内流离失所者代言外，1994年，应联合国大会的要求，登格着手审议并汇总了现有的有关保护国内流离失所者的国际法律。这项工作的成果就是《国内流离失所问题指导原则》。
《指导原则》规定了各国在发生流离失所之前（预防流离失所）、期间及之后的责任。这得到了联合国大会、非洲人权和民族权利委员会以及大湖地区国家《安全、稳定与发展公约》的缔约国（包括苏丹、刚果民主共和国和乌干达）的认可。
然而，《指导原则》并不具有法律约束力。非洲人权和民族权利委员会的非洲难民、国内流离失所者和寻求庇护者问题特别报告员巴哈姆•汤姆•尼扬杜加（Bahame Tom Nyanduga）表示：“没有关于国内流离失所的具有约束力的国际法律体系，这是国际法中的一个严重空白。”
2004年9月，联合国秘书长任命沃尔特•卡林（Walter Kälin）作为国内流离失所者人权问题的代表。推广《指导原则》是其职责之一。

## 返乡的权利
在所谓的“冲突后”局势中，国际社会传统上一直强调要恢复到战前状态。 然而，这种观点在逐渐发生改变。因为暴力冲突摧毁了原先政治、经济和社会结构，新结构会随之建立起来，形成新社会结构的过程往往是不可逆转的。 此外，如果战前的情况导致了冲突的爆发或阻碍了冲突的尽早解决，那么大家并不愿意恢复到战前状态。国内流离失所者和难民的返乡权是流离失所问题中最复杂的问题之一。
通常，国际社会和人道组织会施加压力以确保流离失所者能够返回家乡和家园。《归还难民和流离失所者住房和财产原则》，亦称为“皮涅罗原则”，在技术和法律层面就如何处理住房、土地和财产的归还问题提供了指导。 归还权对于世界各地的国内流离失所者和难民来说至关重要，这对于预防侵略者从冲突中受益也是很重要的。 然而，如果不能清楚理解每个具体情况，完全的归还权是无法实现的而且无法为国内流离失所者和难民提供应有的保护，这是因为，难民和国内流离失所者：
- 可能从未有过任何财产（例如，在阿富汗）；
- 无法接触其所有财产（哥伦比亚、危地马拉、南非和苏丹）；
- 由于家庭成员增加或离散而导致的所有权不清，土地分割成为问题；
- 财产所有者的死亡导致其家属继承土地的资格不明确；
- 定居者知道这片土地并不属于他们，但他们无处可去（例如在哥伦比亚、卢旺达和东帝汶）；
- 已经有其他方认领，包括国家及其国外或地方商业伙伴（例如在安哥拉、哥伦比亚、利比里亚和苏丹）。

海外发展研究所的研究员强调人道组织需要在这些问题上发挥更大作用，利用在人道领域和土地财产问题上都具有专业知识的专家为政府提供更好的建议来解决这些问题。 海外发展研究所呼吁人道机构在国内流离失所者和难民返乡问题上要认识到他们需要可持续的重新融入社会。 应该为所有相关方提供法律建议，即使已经创立了解决这些问题的框架。